# Vitimita
La vitimita és un mineral de la classe dels borats. Va ser anomenada en honor de l'altiplà Vitim, on va ser descoberta.

## Característiques
La vitimita és un borat de fórmula química Ca₆B14O19(SO₄)(OH)14·5H₂O. Cristal·litza en el sistema monoclínic. La seva duresa a l'escala de Mohs és 1,5.

## Jaciments
A més de l'indret on va ser descoberta, la vitimita també ha estat descrita a un altre indret de Rússia.